# アウレウス

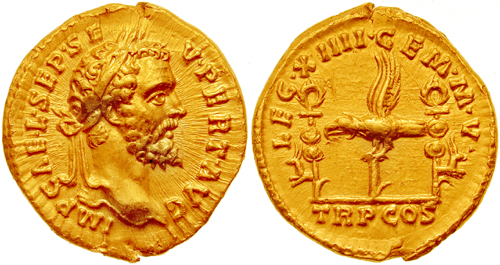
193年、セプティミウス・セウェルスが自身を皇帝に推挙した第14軍団ゲミナを記念して発行したアウレウス貨

アウレウス（aureus）は、古代ローマの金貨であり、デナリウス銀貨25枚相当の価値があった。ラテン語で「金製の」を意味する。紀元前1世紀から紀元4世紀初頭まで定期的に造幣されていたが、その後ソリドゥス金貨に取って代わられた。アウレウスとデナリウスは同じ大きさだが、金の方が密度が高いので重い。
ユリウス・カエサル以前にはアウレウス貨が造幣されることは非常に稀であり、戦争で大量の戦利品が得られた際の買い取り用に造幣されるぐらいだった。カエサルはこれをもっと頻繁に造幣するようにし、重さも{\displaystyle {\tfrac {1}{40}}}ローマンポンド（約8グラム）と定めた。ネロ帝の時代に{\displaystyle {\tfrac {1}{45}}}ポンド（約7.3グラム）に改鋳された。

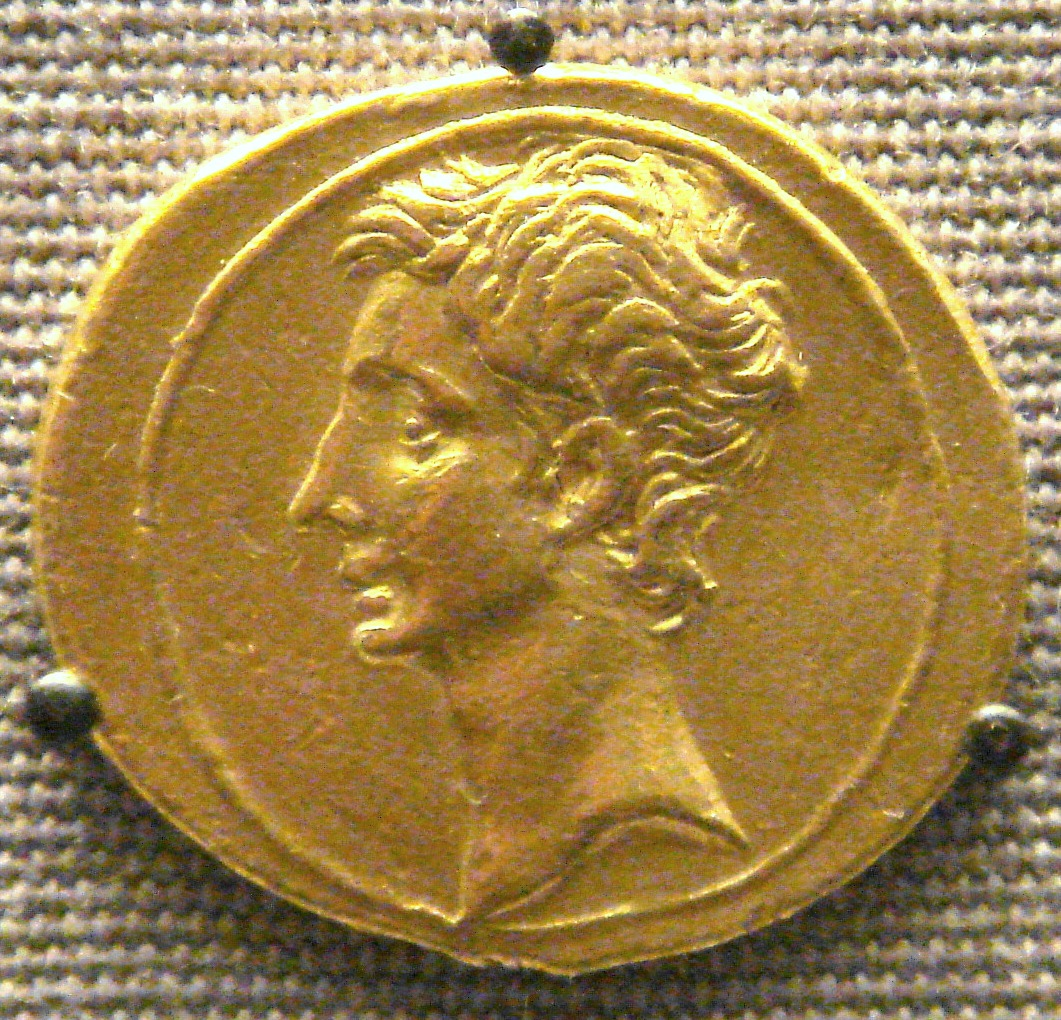
オクタウィアヌスのアウレウス貨。紀元前30年ごろ

マルクス・アウレリウスの治世後、アウレウス貨の造幣量が減り、カラカラ帝の時代には重量を{\displaystyle {\tfrac {1}{50}}}ポンド（約6.5グラム）に減らした。3世紀には様々な価値の金貨が造幣され、金貨同士の交換レートも容易に決められない状態になっていった。
アウレウス貨の大きさや重さは多様化したが、純度はほとんど変わっていない。アウレウス貨を分析した結果によると、その金の純度は99%ぐらいが一般的である。ちなみに、イギリスのソブリン金貨は91.7%（22カラット）、アメリカ合衆国の金の延べ棒は90%である。
ローマ政府は納税を金か銀でしか受け付けない方針だったため、アウレウス金貨の相対的価値は劇的に高騰し、天井知らずのインフレーションが発生した。また、紀元3世紀中ごろには銀の保有量が底をつきデナリウス銀貨の銀含有率を低下させていったこともインフレーションを加速させた。
301年、1アウレウス貨は833.3デナリウスに相当するようになった。324年には同じアウレウス貨が4,350デナリウスに相当するようになっている。337年、コンスタンティヌス1世がソリドゥス金貨に切り替えたときには、1ソリドゥス貨が275,000デナリウスとなり、最終的に356年ごろには1ソリドゥス貨が4,600,000デナリウスとなった。
コンスタンティヌス1世がソリドゥス金貨を導入したのは309年である。それ以降アウレウスに代わってソリドゥスがローマ帝国の標準金貨となった。ソリドゥス貨はアウレウス貨よりも直径が大きく薄い硬貨であり、アウレウス貨はデナリウス貨とほぼ同じ直径と厚さだった。